# Український Рух для Об'єднаної Європи
Український Рух для Об'єднаної Европи — політична формація, заснована 1961 у Парижі, яка репрезентує українців у федералістичній організації під назвою Mouvement Européen з осідком у Парижі. Голова Ярослав Мусянович.